# Únice
Únice jsou obec v okrese Strakonice v Jihočeském kraji. Žije v ní 65 obyvatel.

## Historie
První písemná zmínka o obci pochází z roku 1308.

## Obyvatelstvo
| Rok            | 1869 | 1880 | 1890 | 1900 | 1910 | 1921 | 1930 | 1950 | 1961 | 1970 | 1980 | 1991 | 2001 | 2011 | 2021 |
| -------------- | ---- | ---- | ---- | ---- | ---- | ---- | ---- | ---- | ---- | ---- | ---- | ---- | ---- | ---- | ---- |
| Počet obyvatel | 202  | 214  | 220  | 177  | 158  | 164  | 141  | 119  | 100  | 82   | 60   | 41   | 42   | 58   | 64   |
| Počet domů     | 31   | 31   | 31   | 31   | 31   | 30   | 30   | 32   | 28   | 26   | 25   | 31   | 33   | 35   | 36   |

## Obecní správa
Mezi lety 1850–1964 byly Únice obcí v okrese Strakonice. Od 14. června 1964 do 23. listopadu 1990 patřily jako část obce k Třebohosticím a od 24. listopadu 1990 jsou opět samostatnou obcí.

### Části obce
- Hubenov
- Únice

V letech 1850–1929 k obci patřily i Klínovice a Podolí.

### Obecní symboly
Znak a vlajka byly obci uděleny rozhodnutím předsedy Poslanecké sněmovny Parlamentu České republiky dne 22. října 2008.

## Galerie

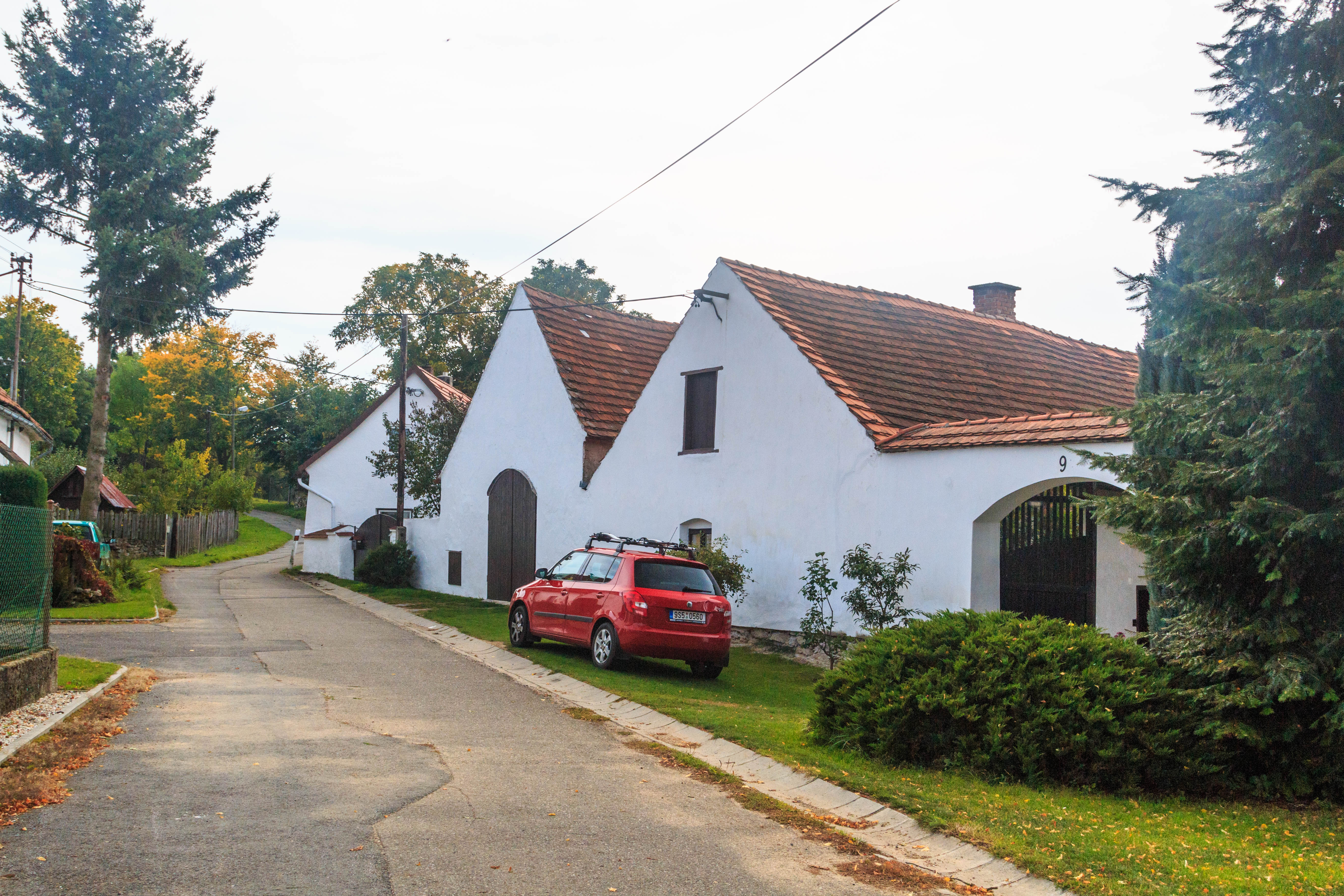
Dům čp. 9
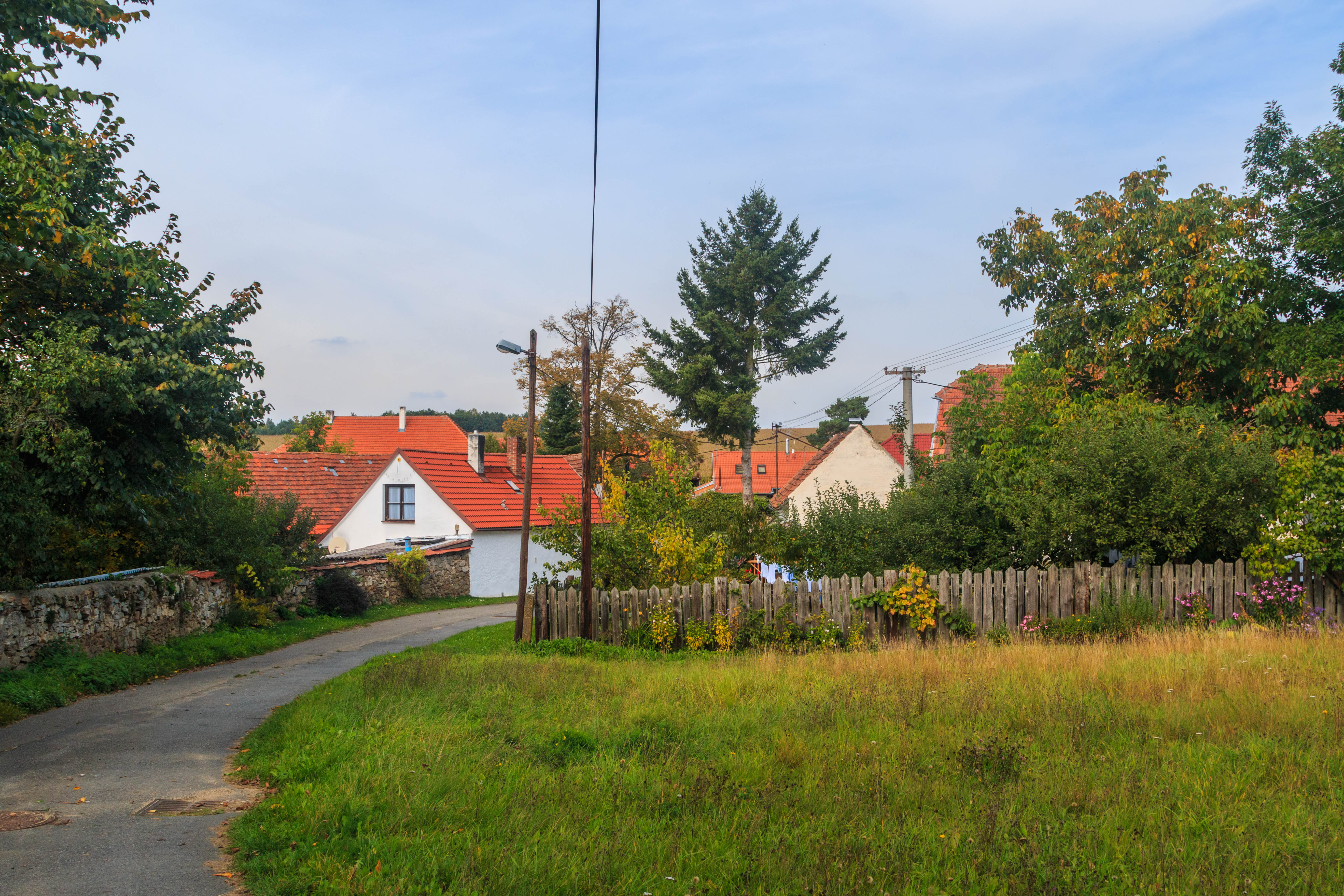
Dům čp. 8
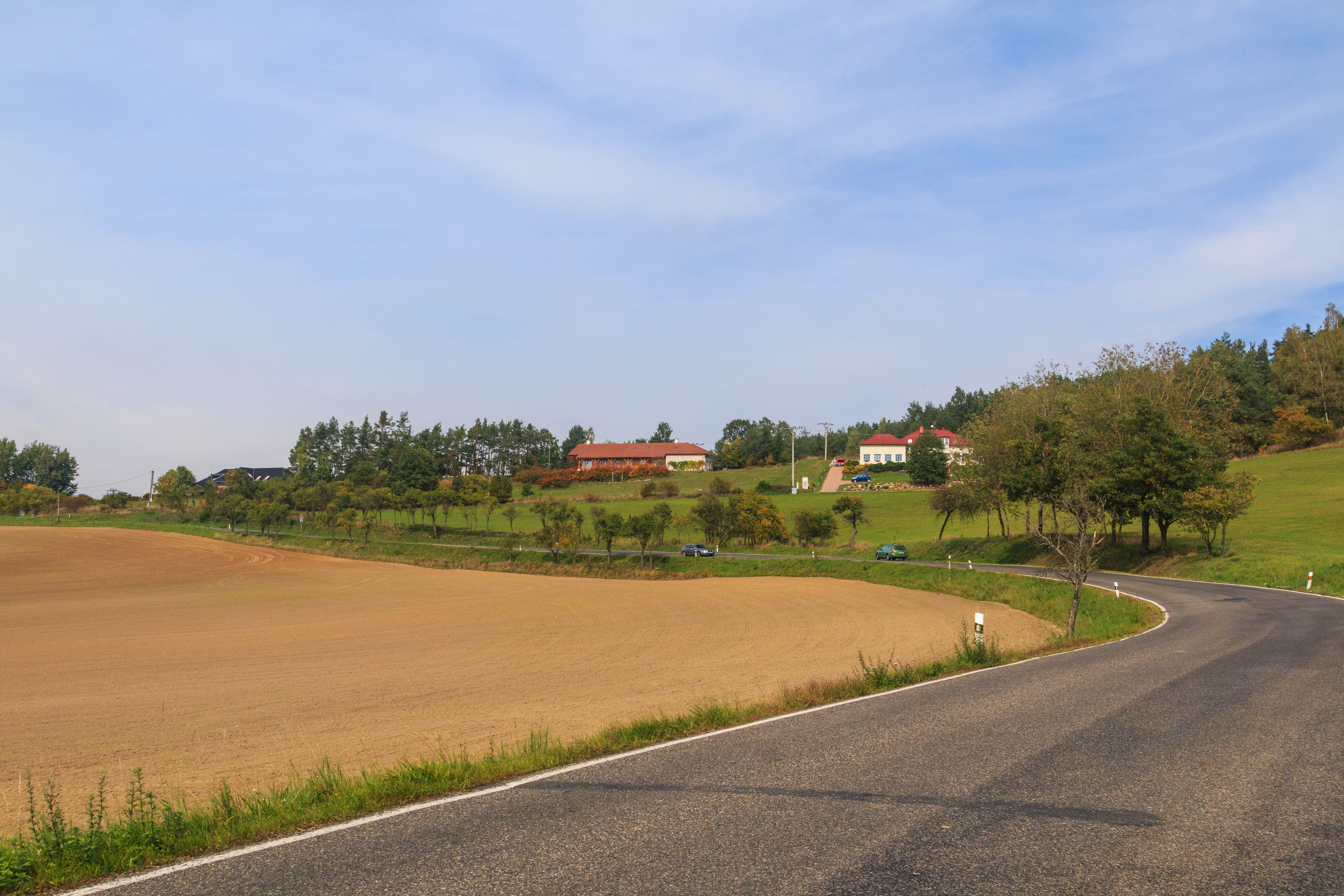
Pohled na Únice od Hubenova
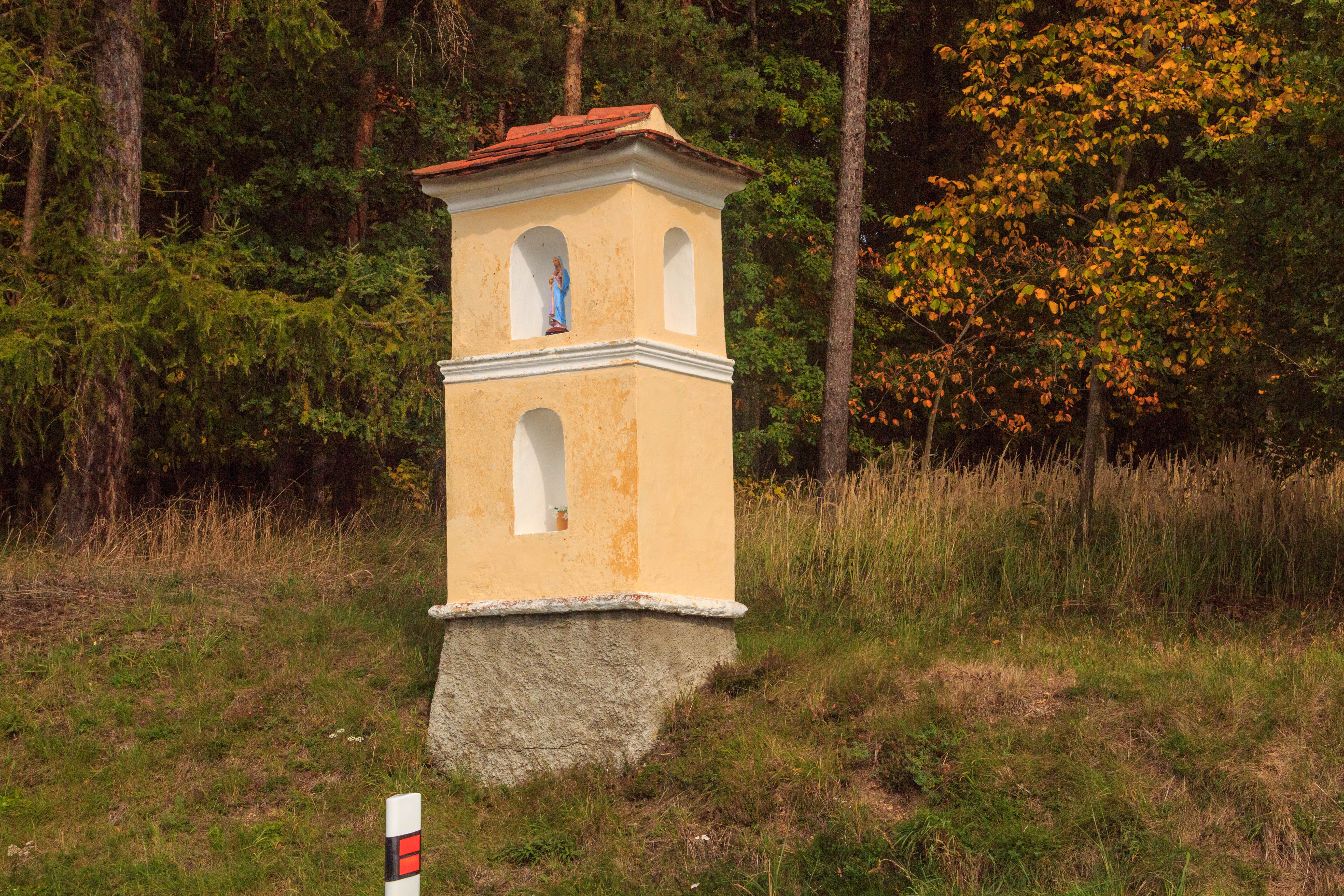
Boží muka